# (120769) 1998 CM1
1998 سي أم 1 (ويعرف أيضًا باسم (120769) 1998 سي أم 1 وفق تسمية الكوكب الصغير) (بالإنجليزية: 1998 CM1)‏ هو كويكب ضمن حزام الكويكبات؛ وترتيبه 120769 من حيث الاكتشاف.
اكتُشف هذا الجُرم الفلكي بواسطة برنامج شميدت للكويكبات في بكين في 6 فبراير 1998.

## وصلات خارجية
- (120769) 1998 CM1 في قاعدة بيانات مختبر الدفع النفاث لأجرام النظام الشمسي الصغيرة

- الاكتشاف · مخطط المدار ·  العناصر المدارية · المعلمات المادية

- (120769) 1998 CM1 على موقع ويكي سكاي: DSS2, SDSS, GALEX, IRAS, Hydrogen α, X-Ray, Astrophoto, Sky Map, Articles and images